# Nederlandse kampioenschappen atletiek 2011
In 2011 werden de Nederlandse kampioenschappen atletiek gehouden op 30 en 31 juli in het Olympisch Stadion (Amsterdam). De organisatie lag in handen van de Amsterdamse atletiekvereniging Phanos in samenwerking met de Atletiekunie.
De kampioenschappen stonden in het teken van de Wereldkampioenschappen, die een maand later in Daegu zouden plaatsvinden.
De 10.000 m voor mannen en vrouwen vond plaats op 28 april in Veenendaal.

## Uitslagen

### 100 m
| rang   | atleet              | prestatie |
| ------ | ------------------- | --------- |
| Goud   | Churandy Martina    | 10,27 s   |
| Zilver | Patrick van Luijk   | 10,34 s   |
| Brons  | Giovanni Codrington | 10,50 s   |

| rang   | atlete          | prestatie |
| ------ | --------------- | --------- |
| Goud   | Dafne Schippers | 11,41 s   |
| Zilver | Jamile Samuel   | 11,75 s   |
| Brons  | Anouk Hagen     | 11,89 s   |

### 200 m
| rang   | atleet            | prestatie |
| ------ | ----------------- | --------- |
| Goud   | Churandy Martina  | 20,38 s   |
| Zilver | Patrick van Luijk | 20,67 s   |
| Brons  | Joeri Moerman     | 21,04 s   |

| rang   | atlete         | prestatie |
| ------ | -------------- | --------- |
| Goud   | Jamile Samuel  | 23,43 s   |
| Zilver | Marit Dopheide | 23,60 s   |
| Brons  | Anouk Hagen    | 23,84 s   |

### 400 m
| rang   | atleet         | prestatie |
| ------ | -------------- | --------- |
| Goud   | Joeri Moerman  | 46,83 s   |
| Zilver | Bjorn Blauwhof | 47,17 s   |
| Brons  | Jurgen Wielart | 47,58 s   |

| rang   | atlete           | prestatie |
| ------ | ---------------- | --------- |
| Goud   | Marit Dopheide   | 53,28 s   |
| Zilver | Madiea Ghafoor   | 54,52 s   |
| Brons  | Lisanne de Witte | 54,59 s   |

### 800 m
| rang   | atleet            | prestatie |
| ------ | ----------------- | --------- |
| Goud   | Robert Lathouwers | 1.48,58   |
| Zilver | Wilfred van Holst | 1.49,69   |
| Brons  | Victor Bouwman    | 1.49,73   |

| rang   | atlete          | prestatie |
| ------ | --------------- | --------- |
| Goud   | Yvonne Hak      | 2.05,54   |
| Zilver | Machteld Mulder | 2.06,31   |
| Brons  | Marlies Manders | 2.08,55   |

### 1500 m
| rang   | atleet           | prestatie |
| ------ | ---------------- | --------- |
| Goud   | Bram Som         | 3.48,73   |
| Zilver | René Stokvis     | 3.48,76   |
| Brons  | Lars Paardekoper | 3.49,92   |

| rang   | atlete         | prestatie |
| ------ | -------------- | --------- |
| Goud   | Marije te Raa  | 4.41,39   |
| Zilver | Anne van Es    | 4.41,63   |
| Brons  | Raika Lenaarts | 4.42,47   |

### 5000 m
| rang   | atleet                | prestatie |
| ------ | --------------------- | --------- |
| Goud   | Dennis Licht          | 14.17,70  |
| Zilver | Jesper van der Wielen | 14.18,03  |
| Brons  | Khalid Choukoud       | 14.22,89  |

| rang   | atlete           | prestatie |
| ------ | ---------------- | --------- |
| Goud   | Ilse Pol         | 16.03,98  |
| Zilver | Miranda Boonstra | 16.10,16  |
| Brons  | Andrea Deelstra  | 16.18,03  |

### 10.000 m[1]
| rang   | atleet              | prestatie |
| ------ | ------------------- | --------- |
| Goud   | Khalid Choukoud     | 29.42,95  |
| Zilver | Wesley van der Gouw | 30.30,72  |
| Brons  | Jeroen Maas         | 30.58,16  |

| rang   | atlete                | prestatie |
| ------ | --------------------- | --------- |
| Goud   | Ruth van der Meijden  | 35.56,15  |
| Zilver | Lindsay van Marrewijk | 36.00,30  |
| Brons  | Jolanda Verstraten    | 38.23,64  |

### 110 m horden/100 m horden
| rang   | atleet                | prestatie |
| ------ | --------------------- | --------- |
| Goud   | Marcel van der Westen | 13,77 s   |
| Zilver | Tjendo Samuel         | 14,17 s   |
| Brons  | Ruben Esajas          | 14,28 s   |

| rang   | atlete             | prestatie |
| ------ | ------------------ | --------- |
| Goud   | Rosina Hodde       | 13,53 s   |
| Zilver | Femke van der Meij | 13,54 s   |
| Brons  | Sharona Bakker     | 13,63 s   |

### 400 m horden
| rang   | atleet          | prestatie |
| ------ | --------------- | --------- |
| Goud   | Daniel Franken  | 51,62 s   |
| Zilver | Thomas Kortbeek | 52,30 s   |
| Brons  | Jesper Arts     | 52,34 s   |

| rang   | atlete          | prestatie |
| ------ | --------------- | --------- |
| Goud   | Sanne Verstegen | 59,13 s   |
| Zilver | Bianca Baak     | 60,72 s   |
| Brons  | Myrthe Vonck    | 61,61 s   |

### 3000 m steeple
| rang   | atleet            | prestatie |
| ------ | ----------------- | --------- |
| Goud   | Simon Vroemen     | 8.56,92   |
| Zilver | Olfert Molenhuis  | 9.07,93   |
| Brons  | Michiel de Ruiter | 9.21,24   |

| rang   | atlete         | prestatie |
| ------ | -------------- | --------- |
| Goud   | Helen Hofstede | 10.31,35  |
| Zilver | Lara Nicod     | 10.35,96  |
| Brons  | Esther Vermue  | 11.22,57  |

### Verspringen
| rang   | atleet          | prestatie          |
| ------ | --------------- | ------------------ |
| Goud   | Fabian Florant  | 7,41 m (+ 2.1 m/s) |
| Zilver | Sander Schutjes | 7,40 m (+ 2.3 m/s) |
| Brons  | Ingmar Vos      | 7,39 m (+ 2.7 m/s) |

| rang   | atlete                | prestatie |
| ------ | --------------------- | --------- |
| Goud   | Brenda Baar           | 6,19 m    |
| Zilver | Femke Klop            | 6,10 m    |
| Brons  | Carola van Wagtendonk | 5,87 m    |

### Hink-stap-springen
| rang   | atleet          | prestatie |
| ------ | --------------- | --------- |
| Goud   | Fabian Florant  | 15,94 m   |
| Zilver | Sander Hage     | 15,11 m   |
| Brons  | Maarten Bouwman | 14,47 m   |

| rang   | atlete          | prestatie           |
| ------ | --------------- | ------------------- |
| Goud   | Brenda Baar     | 13,53 m (+ 2.3 m/s) |
| Zilver | Meruska Eduarda | 12,23 m             |
| Brons  | Nora Ritzen     | 12,10 m             |

### Hoogspringen
| rang   | atleet           | prestatie |
| ------ | ---------------- | --------- |
| Goud   | Douwe Amels      | 2,16 m    |
| Zilver | Jan Peter Larsen | 2,10 m    |
| Brons  | Tymon de Jonge   | 2,00 m    |

| rang   | atlete          | prestatie |
| ------ | --------------- | --------- |
| Goud   | Nadine Broersen | 1,83 m    |
| Zilver | Marije Langen   | 1,81 m    |
| Brons  | Sietske Noorman | 1,81 m    |

### Polsstokhoogspringen
| rang   | atleet             | prestatie |
| ------ | ------------------ | --------- |
| Goud   | Robbert-Jan Jansen | 5,40 m    |
| Zilver | Wout van Wengerden | 5,35 m    |
| Brons  | Eelco Sintnicolaas | 5,25 m    |

| rang   | atlete             | prestatie |
| ------ | ------------------ | --------- |
| Goud   | Denise Groot       | 4,26 m    |
| Zilver | Rianna Galiart     | 4,21 m    |
| Brons  | Robin Wingbermuhle | 4,11 m    |

### Kogelstoten
| rang   | atleet              | prestatie |
| ------ | ------------------- | --------- |
| Goud   | Erik van Vreumingen | 18,39 m   |
| Zilver | Patrick Cronie      | 18,06 m   |
| Brons  | Eddy Cardol         | 17,70 m   |

| rang   | atlete            | prestatie |
| ------ | ----------------- | --------- |
| Goud   | Melissa Boekelman | 17,73 m   |
| Zilver | Denise Kemkers    | 16,48 m   |
| Brons  | Pamela Kiel       | 15,47 m   |

### Discuswerpen
| rang   | atleet          | prestatie |
| ------ | --------------- | --------- |
| Goud   | Rutger Smith    | 63,52 m   |
| Zilver | Erik Cadée      | 63,06 m   |
| Brons  | Maarten Persoon | 56,12 m   |

| rang   | atlete              | prestatie |
| ------ | ------------------- | --------- |
| Goud   | Monique Jansen      | 60,75 m   |
| Zilver | Corinne Nugter      | 50,62 m   |
| Brons  | Fabienne Aardenburg | 49,13 m   |

### Speerwerpen
| rang   | atleet          | prestatie |
| ------ | --------------- | --------- |
| Goud   | Bjorn Blommerde | 75,74 m   |
| Zilver | Lars Timmerman  | 75,63 m   |
| Brons  | Daan Meyer      | 74,00 m   |

| rang   | atlete             | prestatie |
| ------ | ------------------ | --------- |
| Goud   | Bregje Crolla      | 52,67 m   |
| Zilver | Lisanne Schol      | 52,34 m   |
| Brons  | Patricia Harteveld | 42,87 m   |

### Kogelslingeren
| rang   | atleet          | prestatie |
| ------ | --------------- | --------- |
| Goud   | Vincent Onos    | 63,73 m   |
| Zilver | Maarten Persoon | 58,79 m   |
| Brons  | Sander Stok     | 56,68 m   |

| rang   | atlete             | prestatie |
| ------ | ------------------ | --------- |
| Goud   | Eva Reinders       | 58,03 m   |
| Zilver | Maaike Schetters   | 57,59 m   |
| Brons  | Tamara van der Bij | 57,03 m   |

1904 · 
1908 · 
1909 · 
1910 · 
1911 · 
1912 · 
1913 · 
1914 · 
1915 · 
1917 · 
1918 · 
1919 · 
1920 · 
1921 · 
1922 · 
1923 · 
1924 · 
1925 · 
1926 · 
1927 · 
1928 · 
1929 · 
1930 · 
1931 · 
1932 · 
1933 · 
1934 · 
1935 · 
1936 · 
1937 · 
1938 · 
1939 · 
1940 · 
1941 · 
1942 · 
1943 · 
1944 · 
1946 · 
1947 · 
1948 · 
1949 · 
1950 · 
1951 · 
1952 · 
1953 · 
1954 · 
1955 · 
1956 · 
1957 · 
1958 · 
1959 · 
1960 · 
1961 · 
1962 · 
1963 · 
1964 · 
1965 · 
1966 · 
1967 · 
1968 · 
1969 · 
1970 · 
1971 · 
1972 · 
1973 · 
1974 · 
1975 · 
1976 · 
1977 · 
1978 · 
1979 · 
1980 · 
1981 · 
1982 · 
1983 · 
1984 · 
1985 · 
1986 · 
1987 · 
1988 · 
1989 · 
1990 · 
1991 · 
1992 · 
1993 · 
1994 · 
1995 · 
1996 · 
1997 · 
1998 · 
1999 · 
2000 · 
2001 · 
2002 · 
2003 · 
2004 · 
2005 · 
2006 · 
2007 · 
2008 · 
2009 · 
2010 · 
2011 · 
2012 · 
2013 · 
2014 · 
2015 · 
2016 ·
2017 ·
2018 ·
2019 ·
2020 ·
2021 ·
2022 ·
2023 ·
2024 ·
2025